# Lijst van burgemeesters van Leuven

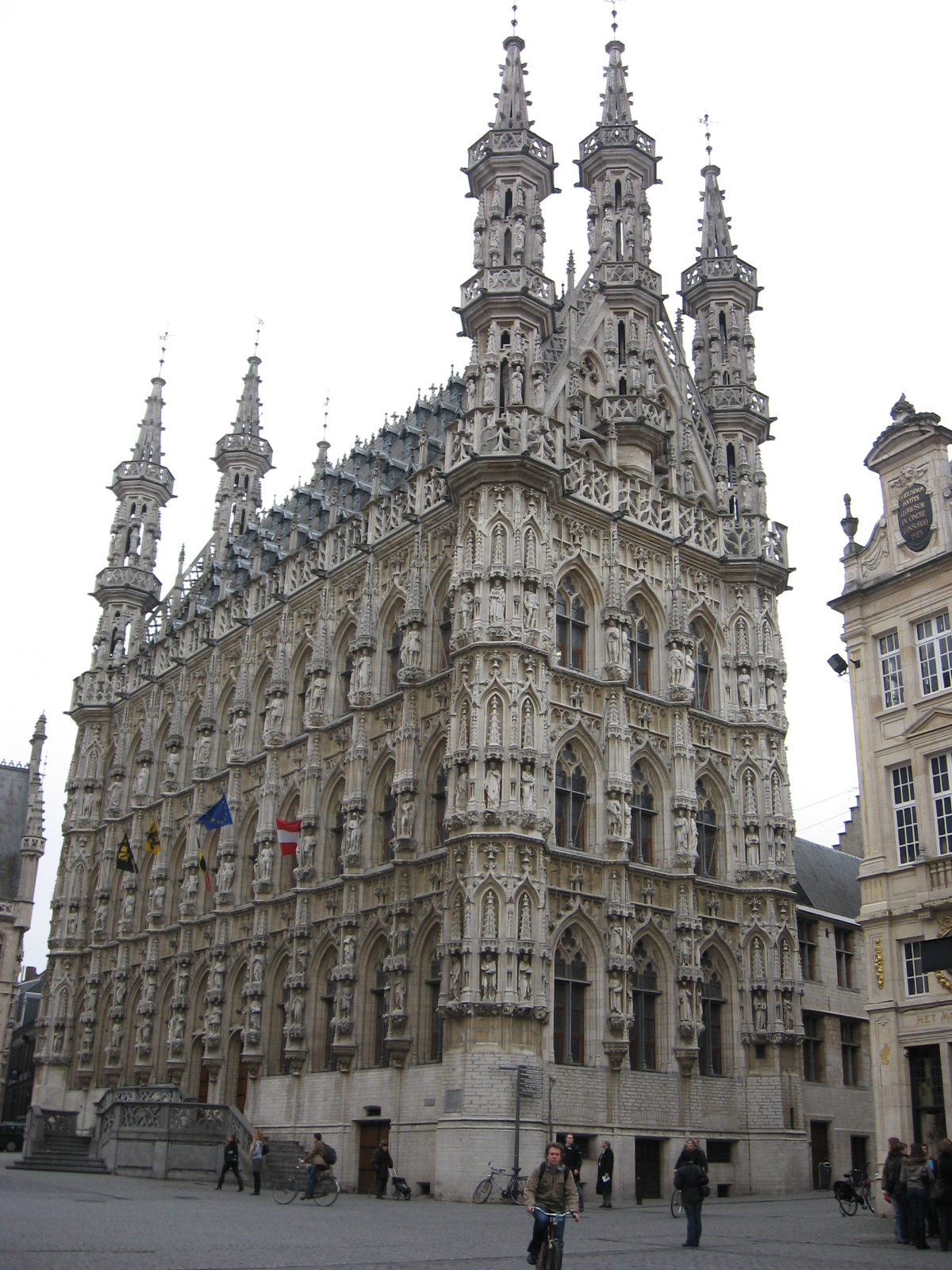
Het stadhuis van Leuven.

Hieronder volgt de lijst van meiers en burgemeesters van de Belgische stad Leuven.

## Meiers
| Periode             | Meier                                       |
| ------------------- | ------------------------------------------- |
| 1116                | Emmo                                        |
| 1129                | Ditferdus Didelinus                         |
| 1132                | Franco                                      |
| 1148–1153           | Ansfridus                                   |
| 1164–1177           | Balduinus                                   |
| 1180–1188           | Godefridus                                  |
| 1192–1197           | Godinus                                     |
| omstreeks 1200–1209 | Godefridus                                  |
| 1214–1216           | Henricus                                    |
| 1219–1227           | Arnold Nobel                                |
| 1229–1237           | Godefridus de Bruel                         |
| 1242–1244           | Sebastianus                                 |
| 1247                | Evrardus (Blancaerd?)                       |
| 1248–1250           | Godefroid de Limighen                       |
| 1256                | Bastinus (de Lapide?)                       |
| 1258                | Corsebout                                   |
| 1267                | Evrardus (Blancaerd?)                       |
| 1278                | Jo. de Herent                               |
| 1300                | Joannes Blankardus                          |
| 1316                | Goswin van der Calstren                     |
| 1316–1321           | Louis de Liemingen                          |
| 1321–1324           | Rodolphe Corsebout                          |
| 1324–1328           | Arnoldus a Roda                             |
| 1328–1333           | Guilielmus Cricstien                        |
| 1333–1334           | Henricus Sacerdos                           |
| 1334–1335           | Pierre de Quercu (of Van der Eycken)        |
| 1339                | Judocus de Ophem                            |
| 1340–1349           | Philippe de Tudeghem                        |
| 1350–1355           | Pieter Couterel                             |
| 1355–1356           | Gilles Lachman                              |
| 1356                | Pieter Couterel                             |
| 1356                | Willem Keynoge                              |
| 1357–1361           | Pieter Couterel                             |
| 1361                | Paul Herengolis                             |
| 1362                | Alexandre van der Hulst                     |
| 1363                | Joannes Godevaerts                          |
| 1366–1367           | Jean Platvoet                               |
| 1367–1372           | Aegidius Dives, alias Gilles de Rike        |
| 1372–1375           | Arnoul de Melin                             |
| 1375–1378           | Arnoul de Wilre                             |
| 1376                | Claes van Sinte Goricx                      |
| 1377                | Joannes de Montenaken                       |
| 1379–?              | Walterus van der Linden                     |
| 1384                | Joannes de Montenaken                       |
| 1389                | Goolijn de Vroede                           |
| 1389–1398           | Joannes de Montenaken                       |
| 1399                | Martinus Corsebout                          |
| 1402                | Joannes de Montenaken                       |
| 1403–?              | Raes van Graven                             |
| 1406                | Jan vander Nieuwerstraeten                  |
| 1407–?              | Raes van Graven                             |
| 1410                | Loijck Roelants                             |
| 1411–?              | Gielis vanden Berghe                        |
| 1413–?              | Wouter van Geldenaken                       |
| 1415                | Loijck Pinnock                              |
| 1415–?              | Claes van Sinte Goricx                      |
| 1418                | Hendrick Taije                              |
| 1419                | Geeraert vander Borch                       |
| 1420–?              | Loijck Pinnock                              |
| 1423–?              | Raes van Graven                             |
| 1426–?              | Claes van Sinte Goricx                      |
| 1433                | Jan van Hoije                               |
| 1433–?              | Claes van Sinte Goricx                      |
| 1458–1460           | Jan van Ranst                               |
| 1460–1504           | Loijck Pinnock                              |
| 1504                | Guillaume van Assche (ad interim)           |
| 1504–1509           | IJvain van Corttenbach                      |
| 1509–1511           | Jan van Schoonvorst                         |
| 1511–1512           | Jan van Duffele                             |
| 1512–1518           | Jan van Schoonvorst                         |
| 1518                | Philippe Pinnock (ad interim)               |
| 1518–1530           | Jan van Duffele                             |
| 1530–1542           | Adriaen de Blehen                           |
| 1542–1556           | Franchoijs de Mol                           |
| 1556                | Pierre Moens (ad interim)                   |
| 1556–1570           | Peeter van Quaderibbe                       |
| 1570–1574           | Guillaume Brant (ad interim)                |
| 1574–1600           | Charles vanden Tymple                       |
| 1600–1630           | Ludovicus vanden Tymple                     |
| 1630–1638           | Johannes vander Vorst                       |
| 1638–1642           | Michaël Panis (ad interim)                  |
| 1642–1649           | Paulus de Rycke                             |
| 1650–1652           | Johannes de Wissenkercke                    |
| 1652–1664           | Eduardus Sandelin                           |
| 1668–1674           | Antonius Roeloffs                           |
| 1674–1683           | Carolus-Franciscus van Spoelbergh           |
| 1683–1692           | Christophorus van Spoelbergh (ad interim)   |
| 1692–1700           | Josephus-Alexander Roeloffs                 |
| 1700–1729           | Theodorus-Franciscus van Berckel            |
| 1739–1743           | Petrus-Melchior van Doetinghen              |
| 1744–1749           | Guilielmus-Franciscus de Vroey              |
| 1751                | Henricus-Emmanuel de Wyels                  |
| 1751–1758           | Johannes-Baptista de Herckenrode            |
| 1758–1790           | Carolus-Philippus-Josephus Schotte          |
| 1790                | Josephus-Antonius-Franciscus de Herckenrode |
| 1791–1792           | Petrus-Josephus van Schrieck (ad interim)   |
| 1792–1794           | François-Jean de Spoelberch                 |

## Burgemeesters

### Ancien régime(1255–1794)

#### 1225–1360
| Periode   | Burgemeester uit de geslachten                     | Burgemeester uit de geslachten           |
| --------- | -------------------------------------------------- | ---------------------------------------- |
| 1225–1227 | Wouter de Keysere                                  | Arnold Nobel                             |
| 1230–1231 | Wouter de Keysere                                  | Bastijn vanden Steene                    |
| 1233–1234 | Aert vander Calst(e)re(n)                          | Bastijn vanden Steene                    |
| 1236–1238 | Loijck uten Lieminghen                             | Roelof van Redinghen                     |
| 1239–1240 | Wouter Platvoet                                    | Roelof van Redinghen                     |
| 1240–1241 | Bastijn vanden Steene                              |                                          |
| 1247–1248 | Bastijn vanden Steene                              | Hendrick van Wilre                       |
| 1255–1256 | Wouter uten Lieminghen                             | Wouter van Nethenen                      |
| 1257–1258 | Jan uten Lieminghen                                | Roelof van Redinghen                     |
| 1260–1261 | Roelof van Redinghen                               | Hendrick van Wilre                       |
| 1261–1262 | Wouter Blanckaert                                  | Goordt vanden Steene                     |
| 1263–1264 | Loijck uten Lieminghen                             | Geeraert van Wilre                       |
| 1267–1268 | Aert vander Calst(e)re(n)                          | Aert van Wilre                           |
| 1270–1272 | Loijck uten Lieminghen                             | Willem van Rode                          |
| 1282–1283 | Hendrick van Oppendorp                             | Willem van Redinghen                     |
| 1283–1284 | Peeter vander Calst(e)re(n)                        | Jan Platvoet                             |
| 1284–1285 | Jan Hers                                           | Jan van Redinghen                        |
| 1285–1286 | Gielis uten Lieminghen                             |                                          |
| 1286–1287 | Willem vander Calst(e)re(n)                        | Hendrick van Oppendorp                   |
| 1287–1288 | Jan Heyme                                          |                                          |
| 1288–1289 | Jan van Redinghen                                  | Jan van Rode                             |
| 1289–1290 | Jan vander Calst(e)re(n)                           | Willem van Wilre                         |
| 1291–1292 | Peeter vander Calst(e)re(n)                        | Aert Nobel                               |
| 1293–1294 | Erlebout vander Calst(e)re(n)                      |                                          |
| 1294–1295 | Wouter Nobel                                       |                                          |
| 1295–1296 | Hendrick Pinnock                                   | Willem van Wilre                         |
| 1298–1299 | Peeter vander Calst(e)re(n)                        | Hendrick van Wilre                       |
| 1300–1301 | Wouter Pinnock                                     | Willem van Wilre                         |
| 1303–1304 | Roelof van Redinghen                               | Willem van Wilre                         |
| 1304–1305 | Wouter Pinnock                                     | Aert van Wilre                           |
| 1305–1306 | Goossen vander Calst(e)re(n)                       | Wouter uten Lieminghen                   |
| 1306–1307 | Jan van Redinghen                                  | Willem van Wilre                         |
| 1307–1308 | Wouter Her(en)maes                                 |                                          |
| 1308–1309 | Hendrick Godevaert                                 | Wouter van Rode                          |
| 1309–1310 | Peeter vander Calst(e)re(n)                        |                                          |
| 1310–1311 | Wouter uten Lieminghen                             |                                          |
| 1311–1312 | Aert van Rode                                      | Willem van Wilre                         |
| 1312–1313 | Goossen vander Calst(e)re(n)                       | Willem vander Speckt                     |
| 1313–1314 | Aert van Rode                                      |                                          |
| 1314–1315 | Peeter vander Calst(e)re(n)                        | Loijck uten Lieminghen                   |
| 1315–1316 | Jan van Redinghen                                  | Willem van Wilre                         |
| 1316–1317 | Goossen vander Calst(e)re(n)                       | Jan Edelheer(e)                          |
| 1317–1318 | Jan van Herent                                     | Roelof van Redinghen                     |
| 1318–1319 | Aert vander Calst(e)re(n)                          | Willem van Wilre                         |
| 1319–1320 | Jan Hers                                           | Roelof van Redinghen                     |
| 1320–1321 | Willem vander Speckt                               | Willem van Wilre                         |
| 1321–1322 | Jan van Herent                                     | Aert vanden Steene                       |
| 1322–1323 | Peeter vander Calst(e)re(n)                        | Jan van Rode                             |
| 1323–1324 | Roelof van Redinghen                               | Willem van Wilre                         |
| 1324–1325 | Loijck uten Lieminghen                             | Willem vander Speckt                     |
| 1325–1326 | Jan van Herent                                     | Roelof van Redinghen                     |
| 1326–1327 | Loijck uten Lieminghen                             | Jan van Wilre                            |
| 1327–1328 | Wouter Evelo(o)ghe                                 | Jan Hers                                 |
| 1328–1329 | Willem vander Speckt                               | Jan van Wilre                            |
| 1329–1330 | Goordt van Dormale                                 | Loijck uten Lieminghen                   |
| 1330–1331 | Jan vander Calst(e)re(n)                           | Roelof van Redinghen                     |
| 1331–1332 | Wouter Evelo(o)ghe                                 | Bastijn vanden Steene                    |
| 1332–1333 | Willem vander Speckt                               | Jan van Wilre                            |
| 1333–1334 | Goossen vander Calst(e)re(n)                       | Goordt van Dormale                       |
| 1334–1335 | Wouter Evelo(o)ghe                                 | Roelof van Redinghen                     |
| 1335–1336 | Loijck uten Lieminghen                             | Loijck van Redinghen                     |
| 1336–1337 | Goordt van Dormale                                 | Jan van Herent                           |
| 1337–1338 | Wouter Evelo(o)ghe                                 | Roelof van Redinghen                     |
| 1338–1339 | Jan van Berthem                                    | Loijck van Redinghen                     |
| 1339–1340 | Roelof van Redinghen                               | Jan van Rode                             |
| 1340–1341 | Loijck van Redinghen                               | Bastijn vanden Steene                    |
| 1341–1342 | Loijck uten Lieminghen                             | Roelof van Redinghen                     |
| 1342–1343 | Jan van Berthem                                    | Jan Hers                                 |
| 1343–1344 | Jan van Wilre                                      | Wouter de Witte                          |
| 1344–1345 | Jan van Berthem                                    | Goossen vander Calst(e)re(n)             |
| 1345–1346 | Hendrick van Berthem opgevolgd door: Jan van Wilre | Wouter Evelo(o)ghe                       |
| 1346–1347 | Goossen vander Calst(e)re(n)                       | Jan Hers                                 |
| 1347–1348 | Wouter Evelo(o)ghe                                 | Jan van Wilre                            |
| 1348–1349 | Jan van Berthem                                    | Jan Hers van 1348: Vranck van Outheverle |
| 1349–1350 | Wouter Evelo(o)ghe                                 | Jan van Wilre                            |
| 1350–1351 | Goossen vander Calst(e)re(n)                       | Jan Hers                                 |
| 1351–1352 | Wouter Evelo(o)ghe                                 | Jan van Wilre                            |
| 1352–1353 | Jan Hers                                           | Adam vanden Steene                       |
| 1353–1354 | Wouter Evelo(o)ghe                                 | Wouter Her(en)maes                       |
| 1354–1355 | Jan Hers                                           | Roelof van Redinghen                     |
| 1355–1356 | Wouter Her(en)maes                                 | Loijck van Redinghen                     |
| 1356–1357 | Wouter Evelo(o)ghe                                 | Jan vanden Graete                        |
| 1357–1358 | Jan vander Calst(e)re(n)                           | Jan Hers                                 |
| 1358–1359 | Wouter Her(en)maes                                 | Gielis de Rijcke                         |
| 1359–1360 | Wouter Evelo(o)ghe                                 | Jan van Raetshoven                       |
| 1360      | Wouter Her(en)maes                                 | Jan Platvoet                             |

#### 1360–1368
| Periode   | Burgemeester uit de geslachten                     | Burgemeester uit de naties |
| --------- | -------------------------------------------------- | -------------------------- |
| 1360–1361 | Jan Goedertoy                                      | Jan van Cumptich           |
| 1361–1362 | Hendrick de Pape                                   | Hendrick Andries           |
| 1362–1363 | Pieter Couterel                                    | Geldolph Rogghe            |
| 1363–1364 | Wouter Evelo(o)ghe                                 | Aert vanden Broecke        |
| 1364–1365 | Jan Hers opgevolgd door: Willem Moreel van Wilre   | Jan van Cumptich           |
| 1365–1366 | Wouter Evelo(o)ghe                                 | Jan van Loon               |
| 1366–1367 | Gielis de Rijcke opgevolgd door: Jan vanden Berghe | Jan van Cumptich           |
| 1367–1368 | Jan vander Calst(e)re(n)                           | Jan van Loon               |

#### 1368–1373
| Periode   | Burgemeester uit de geslachten                               | Burgemeester uit de geslachten             |
| --------- | ------------------------------------------------------------ | ------------------------------------------ |
| 1368–1369 | Jan vanden Berghe                                            | Loijck Keynooghe                           |
| 1369–1370 | Geerdt van Reedinghen                                        | Jan de Rijcke opgevolgd door: Ian de Witte |
| 1370–1371 | Nicolaes van Dormale                                         | Loijck Keynooghe                           |
| 1371–1372 | Geerdt van Reedinghen opgevolgd door: Roelof uten Lieminghen | Ian de Witte                               |
| 1372–1373 | Peeter van Nethenen van 1372: Jan vander Calst(e)re(n)       | Alaert de Sedeleer                         |

#### 1373–1378
| Periode   | Burgemeester uit de geslachten | Burgemeester uit de geslachten |
| --------- | ------------------------------ | ------------------------------ |
| 1373–1374 | Loijck Keynooghe               | Wouter van Nethenen            |
| 1374–1375 | Jan vander Calst(e)re(n)       | Ian de Witte                   |
| 1375–1376 | Loijck Keynooghe               | Wouter van Nethenen            |
| 1376–1377 | Wouter Camerlinck              | Ian de Swertere                |
| 1377–1378 | Loijck Keynooghe               | Alaert de Sedeleer             |
| 1378      | Jan vander Calst(e)re(n)       | Ian de Witte                   |

#### 1378–1790
| Periode   | Burgemeester uit de geslachten | Burgemeester uit de naties                              |
| --------- | --- | ------------------------------------------------------- |
| 1378–1379 | Ian de Swertere | Wouter vander Leyden                                    |
| 1379–1380 | Symoen van Outheverle | Willem Hert(s)hals                                      |
| 1380–1381 | Ian de Swertere van 1381: Aerd Goedertoy                                                                                          | Wouter de Zas                                           |
| 1381–1382 | Reynerus van Oerbeke | Iacob inden Haze                                        |
| 1382–1383 | Henrick van Oerbeke | Ian Willemaers                                          |
| 1383–1384 | Arnt van Ypere(n) | Henrick vander Zijpe                                    |
| 1384–1385 | Henrick van Oerbeke | Wouter de Zas                                           |
| 1385–1386 | Wouter Camerlinck | Ian Stockelpot                                          |
| 1386–1387 | Arnt van Ypere(n) | Wouter vanden Broeck(e)                                 |
| 1387–1388 | Gord vanden Berghe | G(h)eert de Gruetere                                    |
| 1388-1389 | Henrick van Oerbeke | Wouter de Zas                                           |
| 1389–1390 | Goloy de Vroede | G(h)eert de Gruetere                                    |
| 1390–1391 | Lodewijck Pinnock | Wouter de Zas                                           |
| 1391–1392 | Gord vanden Berghe | Ian Stockelpot opgevolgd door: Wouter vanden Broeck(e)  |
| 1392–1393 | Goessen vander Calst(e)re(n) | Wouter de Zas                                           |
| 1393–1394 | Lodewijck Pinnock | Henrick van Meensele                                    |
| 1394–1395 | Wouter Camerlinck | G(h)eert de Gruetere                                    |
| 1395–1396 | Gord vanden Berghe | Wouter vanden Broeck(e)                                 |
| 1396–1397 | Goessen vander Calst(e)re(n) | Wouter de Zas                                           |
| 1397–1398 | Lodewijck Pinnock | Henrick van Meensele                                    |
| 1398–1399 | Goessen vander Calst(e)re(n) | Wouter de Zas                                           |
| 1399–1400 | Lodewijck Pinnock | Henrick de Ioede                                        |
| 1400–1401 | Wouter Pinnock | Wouter de Zas                                           |
| 1401–1402 | Lodewijck Pinnock | Wouter vanden Broeck(e)                                 |
| 1402–1403 | Ian de Witte | Wouter de Zas                                           |
| 1403–1404 | Ian van Montena(ec)ke | Henrick de Naen                                         |
| 1404–1405 | Wouter Pinnock | Wouter de Zas                                           |
| 1405–1406 | Lodewijck Pinnock | Henrick de Ioede                                        |
| 1406–1407 | Ian vanden Huff(e)le | Claes Hoechet                                           |
| 1407–1408 | Gielis de Rijcke | G(h)eert de Gruetere                                    |
| 1408–1409 | Ian vanden Huff(e)le | Claes Hoechet                                           |
| 1409–1410 | Wouter Pinnock | Henrick de Ioede                                        |
| 1410–1411 | Ian vanden Huff(e)le | Ian vander Brugg(h)en                                   |
| 1411–1412 | Lodewijck Pinnock | Henrick de Ioede                                        |
| 1412–1413 | Ian vanden Huff(e)le | Claes Hoechet                                           |
| 1413–1414 | Ian de Witte | Mathijs Davidts                                         |
| 1414–1415 | Ian vanden Huff(e)le | Henrick de Ioede                                        |
| 1415–1416 | Gielis de Rijcke | Claes Hoechet                                           |
| 1416–1417 | Ian vanden Huff(e)le | Mathijs Davidts                                         |
| 1417–1418 | Gielis de Rijcke | Henrick de Ioede                                        |
| 1418–1419 | Ian vanden Huff(e)le | Goessen Ouderogge                                       |
| 1419–1420 | Lodewijck Pinnock | Mathijs Davidts                                         |
| 1420–1421 | Raes van Grave(n) | Claes Hoechet van 1420: Ian Tybe                        |
| 1421–1422 | Ian vanden Huff(e)le | Goessen Ouderogge                                       |
| 1422–1423 | Ian de Witte | Arnt Bone                                               |
| 1423–1424 | Lodewijck Roelan(t)(s) | Goessen Ouderogge                                       |
| 1424–1425 | Ian de Witte | Henrick de Vroede                                       |
| 1425–1426 | Lodewijck Pinnock | Evera(e)rt van Winghe                                   |
| 1426–1427 | Gielis de Rijcke | Henrick de Vroede                                       |
| 1427–1428 | Raes van Grave(n) | Peeter Willemaers                                       |
| 1428–1429 | Iacop uten Lieminghen | Gheert van Hanewijck                                    |
| 1429–1430 | Lodewijck Roelan(t)(s) | Wouter Capelleman                                       |
| 1430–1431 | Iacop uten Lieminghen | Andries van Voshem                                      |
| 1431–1432 | Lodewijck Roelan(t)(s) | Evera(e)rt van Winghe                                   |
| 1432–1433 | Iacop uten Lieminghen | Andries van Voshem                                      |
| 1433–1434 | Lodewijck Roelan(t)(s) | Henrick Wante                                           |
| 1434–1435 | Iacop uten Lieminghen | Wouter Capelleman                                       |
| 1435–1436 | Claes de Keersmakere | Andries van Voshem                                      |
| 1436–1437 | Lodewijck Pinnock | Henrick Wante                                           |
| 1437–1438 | Claes de Keersmakere | Evera(e)rt van Winghe                                   |
| 1438–1439 | Iacop uten Lieminghen | Vranck Willemaers                                       |
| 1439–1440 | Lodewijck Pinnock | Arnt van Vinckenbosch                                   |
| 1440–1441 | Iacob Pinnock | Ian de Prijkere                                         |
| 1441–1442 | Lodewijck Pinnock | Vranck Willemaers                                       |
| 1442–1443 | Iacop uten Lieminghen | Andries van Voshem                                      |
| 1443–1444 | Iaspar Absoloens | Arnt van Vinckenbosch                                   |
| 1444–1445 | Michiel Absoloens | Wouter Capelleman                                       |
| 1445–1446 | Iaspar Absoloens | Vranck van Dieven                                       |
| 1446–1447 | Michiel Absoloens | Vranck Willemaers                                       |
| 1447–1448 | Claes de Keersmakere | Henrick van Lyntre                                      |
| 1448–1449 | Lodewijck Pinnock | Vranck Willemaers                                       |
| 1449–1450 | Iacop uten Lieminghen | Henrick van Lyntre                                      |
| 1450–1451 | Michiel Absoloens | Vranck Willemaers                                       |
| 1451–1452 | Iaspar Absoloens | Henrick van Lyntre                                      |
| 1452–1453 | Iacop uten Lieminghen | Laureys van Winghe                                      |
| 1453–1454 | Claes de Keersmakere | Vranck Willemaers                                       |
| 1454–1455 | Iaspar Absoloens | Vranck van Dieven                                       |
| 1455–1456 | Lodewijck Roelofs | Ian de Prijkere                                         |
| 1456–1457 | Liebrecht van Meldert | Vranck Willemaers                                       |
| 1457–1458 | Iacop uten Lieminghen | Vranck van Dieven                                       |
| 1458–1459 | Claes de Keersmakere | Quinten Conckeroul                                      |
| 1459–1460 | Iacop uten Lieminghen | Vranck Willemaers                                       |
| 1460–1461 | Lodewijck Pinnock | Quinten Conckeroul                                      |
| 1461–1462 | Iacop uten Lieminghen | Ian Ouderogge                                           |
| 1462–1463 | Claes de Keersmakere | Vranck Willemaers                                       |
| 1463–1464 | Ian vander Borch | Quinten Conckeroul                                      |
| 1464–1465 | Iacop uten Lieminghen | Ian Mercels                                             |
| 1465–1466 | Lodewijck Roelofs | Peeter vander Hoeven                                    |
| 1466–1467 | Lodewijck Roelan(t)(s) | Vranck Willemaers                                       |
| 1467–1468 | Ian uten Lieminghen | Peeter vander Hoeven                                    |
| 1468–1469 | Iacop uten Lieminghen | Ian Ouderogge                                           |
| 1469–1470 | Lodewijck Roelofs | Peeter vander Hoeven                                    |
| 1470–1471 | Lodewijck Roelan(t)(s) | Goessen Tybe                                            |
| 1471–1472 | Iacop uten Lieminghen | Ian van Thienen                                         |
| 1472–1473 | Liebrecht van Meldert | Ian Ouderogge                                           |
| 1473–1474 | Lodewijck Roelofs | Goessen Tybe                                            |
| 1474–1475 | Liebrecht van Meldert | Ian Ouderogge                                           |
| 1475–1476 | Lodewijck Roelofs | Gieli(j)s de Vos                                        |
| 1476–1477 | Machiel Absoloens | Ian Mercels                                             |
| 1477–1478 | Ian vander Borch | Laureys van Winghe                                      |
| 1478–1479 | Ian Pinnock | Arnt vander Berct                                       |
| 1479–1480 | Cornelis van Berghen | Gielis van Caverson                                     |
| 1480–1481 | Ian Pinnock | Arnt Mercelis                                           |
| 1481–1482 | Machiel Absoloens | Goessen Tybe                                            |
| 1482–1483 | Ian Pinnock | Ian van Buetsele                                        |
| 1483–1484 | Daniel Boxhor(e)n | Peeter vander Hoeven                                    |
| 1484–1485 | Ian Pinnock | Arnt van Hove                                           |
| 1485–1486 | Daniel Boxhor(e)n | Goessen Tybe                                            |
| 1486–1487 | Ian Pinnock | Arnt van Hove                                           |
| 1487–1488 | Daniel Boxhor(e)n | Peeter vander Hoeven                                    |
| 1488–1489 | Raes van Grave(n) | Arnt van Hove                                           |
| 1489–1490 | Merten van Oppendorp van 1490: Reyner(e) van Liefkenrode                                                                          | Ian van Buetsele                                        |
| 1490–1491 | Machiel Absoloens | Arnt van Hove                                           |
| 1491–1492 | Henrick Pinnock | Ian van Buetsele                                        |
| 1492–1493 | Gordt Her(en)meys | Arnt van Hove                                           |
| 1493–1494 | Gielis van Duffle | Lodewijck Baets                                         |
| 1494–1495 | Anthonijs Absoloens | Peter vanden Zande                                      |
| 1495–1496 | Judocus uytter Hellicht | Lodewijck Baets                                         |
| 1496–1497 | Anthonijs Absoloens | Peter vanden Zande                                      |
| 1497–1498 | Raes van Grave(n) | Gielis Crol(s)                                          |
| 1498–1499 | Reyner(e) van Liefkenrode | Ian van Rosmere                                         |
| 1499–1500 | Ian Pinnock | Ian van Buetsele                                        |
| 1500–1502 | Ian van Schoonvorst | Peeter van Yssche van 1501: Ioes van Hoelaer            |
| 1502–1503 | Gord vanden Berghe | Lodewijck Baets                                         |
| 1503–1504 | Claes van Grave(n) | Willem Tybe                                             |
| 1504–1505 | Gord vanden Berghe | Gielis Crol(s)                                          |
| 1505–1506 | Claes van Grave(n) | Willem Tybe                                             |
| 1506–1507 | Gord vanden Berghe | Gielis Crol(s)                                          |
| 1507–1508 | Anthonijs Absoloens | Ioes van Caverson                                       |
| 1508–1509 | Wouter vanden Tymple | Ian vander Veken(en)                                    |
| 1509–1510 | Anthonijs Absoloens | Gielis Crol(s)                                          |
| 1510–1511 | Lodewijck vanden Tymple | Willem Tybe                                             |
| 1511–1512 | Iacop uten Lieminghen van 1551: Iudocus Absoloens                                                                                 | Henrick de Costere                                      |
| 1512–1513 | Anthonijs Absoloens | Ioes van Caverson                                       |
| 1513–1514 | Claes van Grave(n) | Willem Tybe                                             |
| 1514–1515 | Anthonijs Absoloens | Ioes van Caverson                                       |
| 1515–1516 | Claes van Grave(n) | Lodewijck Baets                                         |
| 1516–1517 | Anthonijs Absoloens | Ioes van Caverson                                       |
| 1517–1518 | Claes van Grave(n) | Lodewijck Baets                                         |
| 1518–1519 | Anthonijs Absoloens | Ioes van Caverson                                       |
| 1519–1520 | Ian vander Borch | Lodewijck Baets                                         |
| 1520–1521 | Lodewijck vanden Tymple | Gielis Crol(s)                                          |
| 1521–1522 | Wouter vanden Tymple | Lodewijck Baets                                         |
| 1522–1523 | Lodewijck vanden Tymple | Henrick Bericx                                          |
| 1523–1524 | Claes van Grave(n) | Ian vander Hoeven                                       |
| 1524–1525 | Raes vander Lynden | Henrick Bericx                                          |
| 1525–1526 | Ian Blanc(k)art | Ian Meys                                                |
| 1526–1527 | Lodewijck vanden Tymple | Henrick Bericx                                          |
| 1527–1528 | Claes van Grave(n) | Henrick Willems                                         |
| 1528–1529 | Lodewijck vanden Tymple | Ian vander Hoeven                                       |
| 1529–1530 | Claes van Grave(n) | Henrick Bericx                                          |
| 1530–1531 | Lodewijck vanden Tymple | Ian vander Hoeven                                       |
| 1531–1532 | Claes van Grave(n) | Anthonijs Berthijns                                     |
| 1532–1533 | Raes vander Lynden | Henrick Bericx                                          |
| 1533–1534 | Claes van Grave(n) | Anthonijs Berthijns                                     |
| 1534–1535 | Raes vander Lynden | Claes vander Heyden                                     |
| 1535–1536 | Anthoon vander Borch | Anthonijs Berthijns                                     |
| 1536–1537 | Ian vanden Tymple | Claes vander Heyden                                     |
| 1537–1538 | Claes van Grave(n) | Anthonijs Berthijns                                     |
| 1538–1539 | Ian vanden Tymple | Claes vander Heyden                                     |
| 1539–1540 | Claes van Grave(n) | Ian vander Hoeven                                       |
| 1540–1541 | Ian vanden Tymple | Claes vander Heyden                                     |
| 1541–1542 | Ian vander Lynden | Henrick Huens                                           |
| 1542–1543 | Ian vander Tommen | Claes vander Heyden                                     |
| 1543–1544 | Augustijn Vrancx | Judocus de Moor                                         |
| 1544–1545 | Ian vanden Tymple | Claes vander Heyden                                     |
| 1545–1546 | Ian vander Lynden | Henrick Loenis                                          |
| 1546–1547 | Ian vanden Tymple | Claes vander Heyden                                     |
| 1547–1548 | Ian vander Lynden | Henrick Loenis                                          |
| 1548–1549 | Ian vanden Tymple | Mathijs Reyniers                                        |
| 1549–1550 | Ian vander Tommen | Henrick Loenis                                          |
| 1550–1551 | Ian vanden Tymple | Mathijs Reyniers                                        |
| 1551–1552 | Ian vander Lynden | Henrick Loenis                                          |
| 1552–1553 | Ian vanden Tymple | Mathijs Reyniers                                        |
| 1553–1554 | Ian vander Tommen | Hubrecht van Bierbeke                                   |
| 1554–1555 | Ian vanden Tymple | Mathijs Reyniers                                        |
| 1555–1556 | Ian vander Tommen | Daniel van Voshem                                       |
| 1556–1557 | Cornelis van Grave(n) | Mathijs Reyniers                                        |
| 1557–1558 | Ian vander Lynden | Daniel van Voshem                                       |
| 1558–1559 | Willem Boxhor(e)n | Mathijs Reyniers                                        |
| 1559–1560 | Augustijn vander Borch | Daniel van Voshem van 1559: Judocus de Moor             |
| 1560–1561 | Ian vanden Tymple | Mathijs Reyniers                                        |
| 1561–1562 | Ian vander Lynden | Claes vander Heyden                                     |
| 1562–1563 | Willem Boxhor(e)n | Mathijs Reyniers                                        |
| 1563–1564 | Geerard van Griecken | Claes vander Heyden                                     |
| 1564–1565 | Ian vanden Tymple | Peeter van Caverson van 1564: Joos Hert(s)hals          |
| 1565–1566 | Jan Edelheer(e) | Jan Baert(s)                                            |
| 1566–1567 | Geerard van Griecken | Peeter van Kelffs                                       |
| 1567–1568 | Jan van Liedekercke(n) | Jan Baert(s)                                            |
| 1568–1569 | Jan Roeloffs | Peeter van Kelffs                                       |
| 1569–1571 | Jan van Liedekercke(n) | Lenaerdt vander Hoeven                                  |
| 1571–1574 | Jan van Schore | Machiel Goorts                                          |
| 1574–1575 | Jan van Liedekercke(n) | Liebrecht van Maelcote                                  |
| 1575–1576 | Jooris van Schoonhoven | Machiel Goorts                                          |
| 1576–1577 | Geerard van Griecken | Liebrecht van Maelcote                                  |
| 1577–1578 | Jan Roeloffs | Machiel Goorts                                          |
| 1578–1579 | Jan van Liedekercke(n) | Liebrecht van Maelcote opgevolgd door: Jacop van Voshem |
| 1579–1580 | Willem Edelheer(e) | Machiel Goorts                                          |
| 1580–1581 | Jan van Liedekercke(n) | Willem Liebrechts                                       |
| 1581–1582 | Augustijn Vrancx | Machiel Goorts                                          |
| 1582–1583 | Cornelis van Grave(n) | Jeroen Loenis                                           |
| 1583–1584 | Augustijn Vrancx | Jacop van Voshem                                        |
| 1584-1585 | Jan van Liedekercke(n) | Jeroen Loenis                                           |
| 1585–1586 | Augustijn Vrancx | Jacop van Voshem                                        |
| 1586–1587 | Rychart van Pulle | Jeroen Loenis                                           |
| 1587–1589 | Jan van Schore | Gooris Loomans                                          |
| 1589–1590 | Rychart van Pulle | Willem Liebrechts                                       |
| 1590–1591 | Anthonis vanden Heetvelde | Floris van Hougaerden                                   |
| 1591–1592 | Rychart van Pulle | Willem Liebrechts                                       |
| 1592–1593 | Eraerdt van Schore | Floris van Hougaerden                                   |
| 1593–1595 | Rychart van Pulle | Willem Liebrechts                                       |
| 1595–1596 | Eraerdt van Schore | Guillaume Rogg(h)e                                      |
| 1596–1597 | Rychart van Pulle | Franchoys vander Hoefnen                                |
| 1597–1598 | Eraerdt van Schore | Adriaen van Schutteput                                  |
| 1598–1600 | Rychart van Pulle | Franchoys vander Hoefnen                                |
| 1600–1601 | Anthoon vander Borch | Willem Liebrechts                                       |
| 1601–1602 | Rychart van Pulle | Michiel van Ophem                                       |
| 1602–1603 | Anthoon vander Borch | Jan van Rivieren                                        |
| 1603–1605 | Rychart van Pulle | Goirt van Dorne                                         |
| 1605–1606 | Gielis vander Vorst | Jan van Overbeke                                        |
| 1606–1607 | Rychart van Pulle | Joos Leunckens                                          |
| 1607–1608 | Gielis vander Vorst | Jan Maes                                                |
| 1608–1609 | Rychart van Pulle | Gooris Loomans                                          |
| 1609–1610 | Willem van Duffle | Jan Maes                                                |
| 1610–1611 | Lodewijck van Schore | Gooris Loomans                                          |
| 1611–1612 | Willem van Duffle | Jan Maes                                                |
| 1612–1613 | Lodewijck van Schore | Gooris Loomans                                          |
| 1613–1614 | Gielis vander Vorst | Jan Maes                                                |
| 1614–1615 | Lodewijck van Schore | Gooris Loomans                                          |
| 1615–1616 | Willem van Duffle | Michiel van Thienen sr.                                 |
| 1616–1617 | Lodewijck van Schore | Jan van Beringhe(n)                                     |
| 1617–1618 | Willem van Duffle | Gooris Loomans                                          |
| 1618–1619 | Gielis vander Vorst | Jan van Beringhe(n)                                     |
| 1619–1620 | Philips van Schore | Jan Willemaers                                          |
| 1620–1621 | Lodewijck van Schore | Jan van Beringhe(n)                                     |
| 1621–1623 | Jan vander Vorst | Jan Willemaers                                          |
| 1623–1624 | Jacques Roeloffs | Peeter vanden Broecke(n)                                |
| 1624–1625 | Philips van Schore | Jan Maes                                                |
| 1625–1626 | Jacques Roeloffs | Peeter vanden Broecke(n)                                |
| 1626–1627 | Gielis vander Vorst | Henrick Leunckens                                       |
| 1627–1628 | Daniel van Assche | Jan Willemaers                                          |
| 1628–1630 | Dominicus Daneels | Jan Leunckens                                           |
| 1630–1631 | Daniel van Assche | Jan Willemaers                                          |
| 1631–1632 | Dominicus Daneels | Jan Leunckens                                           |
| 1632–1633 | Daniel van Assche | Jan Willemaers                                          |
| 1633–1634 | Dominicus Daneels | Franchois Stockmans jr.                                 |
| 1634–1636 | Franchois de Saint Victor sr. | Peeter vanden Broecke(n)                                |
| 1636–1637 | Anthoen Frederick van Dielbeeck                                                                                                   | Jan Meys                                                |
| 1637–1638 | Franchois de Saint Victor sr. | Henrick Leunckens                                       |
| 1638–1639 | Anthoen Frederick van Dielbeeck                                                                                                   | Jan Meys                                                |
| 1639–1640 | Franchois de Saint Victor sr. van 1639: Jan de Borchgreeff                                                                        | Henrick Leunckens                                       |
| 1640–1641 | Anthoen Frederick van Dielbeeck                                                                                                   | Peeter vanden Broecke(n)                                |
| 1641–1643 | Dominicus Daneels van 1642: Alphonso de Fusco                                                                                     | Henrick Leunckens                                       |
| 1643–1644 | Jan de Borchgreeff | Peeter vanden Broecke(n)                                |
| 1644–1646 | Alphonso de Fusco | Henrick Leunckens                                       |
| 1646–1648 | Anthoen Frederick van Dielbeeck                                                                                                   | Jan Meys                                                |
| 1648–1649 | George de Bucq | Henrick Leunckens                                       |
| 1649–1650 | Anthoen Frederick van Dielbeeck                                                                                                   | Germeyn Willemaers                                      |
| 1650–1651 | Franchois Daneels | Jeroen Hert(s)hals                                      |
| 1651–1653 | Alphonso de Fusco | Jan Willemaers                                          |
| 1653–1655 | George de Bucq | Jan de Ridder(e)                                        |
| 1655–1657 | Franchois de Saint Victor jr. | Jan Willemaers                                          |
| 1657–1659 | Jacques de Rijcke | Jan de Ridder(e)                                        |
| 1659–1660 | Alphonso de Fusco | Jan Willemaers                                          |
| 1660–1661 | Jacques de Rijcke | Jeroen Hert(s)hals                                      |
| 1661–1662 | Alphonso de Fusco | Jan t'Santels                                           |
| 1662–1664 | George de Bucq | Jan vander Veken                                        |
| 1664–1665 | Jacques de Rijcke | Jan de Ridder(e)                                        |
| 1665–1667 | Charles van Schore | Jan vander Veken                                        |
| 1667–1670 | Matthias Alphonsius de Fusco van 1667: Charles de Pleines                                                                         | Jan t'Santels                                           |
| 1670–1671 | Engelbert van Dielbeeck | Jan de Ridder(e)                                        |
| 1671–1672 | Charles de Pleines | Jan t'Santels                                           |
| 1672–1673 | Engelbert van Dielbeeck | Jan vander Veken                                        |
| 1673–1676 | Franchois de Saint Victor junior                                                                                                  | Jan de Ridder(e)                                        |
| 1676–1679 | Engelbert van Dielbeeck | Jan vander Veken                                        |
| 1679–1682 | Jan Laureys de Vroey | Jan t'Santels van 1681: Jan de Ridder(e)                |
| 1682–1683 | Charles de Pleines | Aert Thielemans                                         |
| 1683–1684 | Bernard Franchois de Fusco | Guilliam van Kerckhoven                                 |
| 1684–1686 | Matthias Alphonsius de Fusco | Niclaes vander Veken                                    |
| 1686–1689 | Jan Laureys de Vroey | Geeraert Thielemans                                     |
| 1689–1691 | Charles de Pleines van 1690: Jan Louys Sylvius                                                                                    | Aert Thielemans                                         |
| 1691–1695 | Jan Laureys de Vroey van 1692: Jan Maximiliaan Peeters                                                                            | Guilliam van Kerckhoven                                 |
| 1695–1700 | Franchois de Stembor | Niclaes vander Veken van 1697: Jacobus vander Heffen    |
| 1700–1704 | Aert van Eynatten van 1701: Ferdinandus vanden Driessche                                                                          | Geeraert Thielemans                                     |
| 1704–1713 | Franchois de Stembor van 1707: Jean Jacob van de Venne                                                                            | Jan Baptist Snyers                                      |
| 1713–1717 | Joannes Laurentius de Vroey | Jean Hendrick Caels van 1716: Georgius van Nethenen     |
| 1717–1721 | Maximiliaen Eugene vander Dilft                                                                                                   | Jan Baptist Snyers                                      |
| 1721–1727 | Anthoon de Herckenrode van 1721: Petrus de Herckenrode                                                                            | Jan van Arenbergh(e)                                    |
| 1727–1734 | Petrus Leonardus Baelmans van 1730: Franciscus van Spoelberch                                                                     | Semetrius Brenaert van 1727: Michiel van Langendonck    |
| 1734–1737 | Philippus Erardus van Cruyninghe                                                                                                  | Henricus du Chateau                                     |
| 1737–1743 | Petrus Josephus van Bemmel | Nicolaus Davidts                                        |
| 1743–1745 | Carolus Theodorus Schotte | Henricus du Chateau                                     |
| 1745–1746 | Joannes Josephus Maximiliaen Bosschaert d'Opstal                                                                                  | Nicolaus Davidts                                        |
| 1746–1750 | Joannes Laurentius Josephus de Vroey                                                                                              | Michiel van Langendonck                                 |
| 1750–1756 | Theodore van Eynatten | Guilielmus Vrancx                                       |
| 1756–1758 | Joannes Laurentius Josephus de Vroey                                                                                              | Gerardus Aerts                                          |
| 1758–1767 | Petrus Josephus van Bemmel van 1763 tot 1766: Josephus Nicolaus van Cauwenhoven van 1766: Ferdinandus Philippus Josephus d'Udekem | Guilielmus Homblé                                       |
| 1767–1773 | Joannes Laurentius Josephus de Vroey                                                                                              | Lambertus Franciscus Crols                              |
| 1773–1790 | Jacobus Franciscus Josephus d'Onyn van 1785: Ferdinand de Beeckman                                                                | Michael Van Resegem van 1777: Judocus vander Borcht     |

#### 1790
| Periode | Burgemeester uit de geslachten | Burgemeester uit de naties |
| ------- | ------------------------------ | -------------------------- |
| 1790    | J.F.X. Baelmans                | Mr. Lints                  |

#### 1790–1794
| Periode   | Burgemeester uit de geslachten        | Burgemeester uit de naties      |
| --------- | ------------------------------------- | ------------------------------- |
| 1790–1793 | Ferdinand de Beeckman                 | tot 1792: Judocus vander Borcht |
| 1793–1794 | Guilielmus Nicolaus Josephus de Wyels | Jacobus Carleer                 |

### Franse tijd(1794–1814)
| Periode   | Burgemeester              | Waarnemend burgemeester        |
| --------- | ------------------------- | ------------------------------ |
| 1794–1797 | Michel Thielens           |                                |
| 1797–1798 | Félix Tonnelier           |                                |
| 1798–1800 | Michel Claes              |                                |
| 1800–1808 | Joseph de Bériot          |                                |
| 1808–1811 | Gérard d'Onyn de Chastre  |                                |
| 1811–1813 | Jean-Baptiste Plasschaert | Guillaume de Wyels (1813–1814) |

### Nederlandse tijd(1814–1830)
| Periode   | Burgemeester             |
| --------- | ------------------------ |
| 1814–1817 | Antoine-Joseph d'Elderen |
| 1817–1830 | Gérard d'Onyn de Chastre |

### Belgische tijd(1830–heden)
| Periode   | Burgemeester                              | Partij of stroming                        | Partij of stroming                        | Waarnemend burgemeester       | Waarnemend burgemeester       |
| --------- | ----------------------------------------- | ----------------------------------------- | ----------------------------------------- | ----------------------------- | ----------------------------- |
| 1830–1833 | Jean De Néeff                             | 0                                         | Unionisme                                 |                               |                               |
| 1833–1842 | Guillaume Van Bockel                      | 0                                         | Unionisme                                 |                               |                               |
| 1842–1852 | Ferdinand d'Udekem                        | 0                                         | Liberale Partij                           |                               |                               |
| 1852–1863 | Charles de Luesemans                      | 0                                         | Liberale Partij                           |                               |                               |
| 1864–1869 | Henri Peemans                             | 0                                         | Liberale Partij                           |                               |                               |
| 1869–1872 | Théodore Smolders                         | 0                                         | Katholieke Partij                         |                               |                               |
| 1872–1895 | Leopold Vander Kelen                      | 0                                         | Liberale Partij                           |                               |                               |
| 1896–1900 | Frederik Lints                            | 0                                         | Liberale Partij                           |                               |                               |
| 1901–1904 | Vital Decoster                            | 0                                         | Liberale Partij                           |                               |                               |
| 1905–1914 | Leo Colins                                | 0                                         | Liberale Partij                           |                               |                               |
| 1914–1918 | Oorlogsburgemeester (Eerste Wereldoorlog) | Oorlogsburgemeester (Eerste Wereldoorlog) | Oorlogsburgemeester (Eerste Wereldoorlog) | 0                             | Alfred Nerincx (1914–1918)    |
| 1918–1921 | Leo Colins                                | 0                                         | Liberale Partij                           |                               |                               |
| 1921–1927 | Ferdinand Smolders                        | 0                                         | Katholieke Partij                         |                               |                               |
| 1927–1932 | Remi Van der Vaeren                       | 0                                         | Katholieke Partij                         |                               |                               |
| 1933–1938 | Raoul Claes                               | 0                                         | Liberale Partij                           | 0                             | Edmond Doms (1935–1938)       |
| 1939–1941 | Remi Van der Vaeren                       | 0                                         | Katholieke Partij                         |                               |                               |
| 1941–1944 | Oorlogsburgemeester (Tweede Wereldoorlog) | Oorlogsburgemeester (Tweede Wereldoorlog) | Oorlogsburgemeester (Tweede Wereldoorlog) | Richard Bruynoghe (1941–1944) | Richard Bruynoghe (1941–1944) |
| 1944–1947 | Remi Van der Vaeren                       | 0                                         | Katholieke Partij                         |                               |                               |
| 1947–1952 | Alfons Smets                              | 0                                         | CVP                                       |                               |                               |
| 1952–1958 | Franz Tielemans                           | 0                                         | BSP                                       |                               |                               |
| 1958–1976 | Alfons Smets                              | 0                                         | CVP                                       |                               |                               |
| 1977–1994 | Alfred Vansina                            | 0                                         | CVP                                       |                               |                               |
| 1995–2018 | Louis Tobback                             | 0                                         | sp.a                                      | 0                             | Carl Devlies (1998)           |
| 2019–     | Mohamed Ridouani                          | 0                                         | Vooruit                                   |                               |                               |